# Hurricane (песня Люка Комбса)
«Hurricane» — песня американского кантри-певца Люка Комбса, вышедшая в качестве 1-го сингла с дебютного студийного альбома This One’s for You (2017).
Сингл достиг первого места в хит-параде Country Airplay и третьего в кантри-чарте Hot Country Songs, получил платиновую сертификацию Recording Industry Association of America (RIAA) в США.

## История
Песня повествует о переживаемых чувствах после встречи с бывшей подругой, которые сравнимы с ураганом.
Обозреватель журнал Rolling Stone описывает композицию песни как «случайное сочетание новой музыкальной школы и кантри эпохи девяностых, которая свободно смешивается с электронными битами».
Продюсировал песню Scott Moffatt из канадской кантри-группы The Moffatts.
Композиция получила положительные отзывы музыкальной критики и интернет-изданий: Taste of Country.

## Чарты
| Чарт (2016—2017)                    | Высшая позиция |
| ----------------------------------- | -------------- |
| Канада (Billboard Canadian Hot 100) | 62             |
| Канада (Billboard Country)          | 2              |
| США (Billboard Hot 100)             | 31             |
| США (Billboard Hot Country Songs)   | 3              |
| США (Billboard Country Airplay)     | 1              |

| Чарт (2017)                      | Позиция |
| -------------------------------- | ------- |
| Canada Country (Billboard)       | 27      |
| US Billboard Hot 100             | 76      |
| US Country Airplay (Billboard)   | 5       |
| US Hot Country Songs (Billboard) | 3       |